# Lei Jun
Lei Jun (Chinees: 雷军 / 雷軍) (Xiantao, 16 december 1969) is een Chinese ondernemer. Hij is de oprichter en CEO van Xiaomi, dat sinds 2021 de grootste smartphonefabrikant ter wereld is.

## Carrière
Jun studeerde af aan de Universiteit van Wuhan, met een bachelor in computerwetenschappen. In 1992 kwam hij te werken bij softwarebedrijf Kingsoft en in 1998 werd hij daar algemeen directeur. Eind 2007 nam hij ontslag bij het bedrijf vanwege gezondheidsreden.
Enkele jaren later richtte Jun in april 2010 het technologiebedrijf Xiaomi op, dat smartphones, tabletcomputers, mobiele apps, wearables en andere consumentenelektronica produceert. Acht jaar na de oprichting groeide Xiaomi uit tot de meest waardevolle start-up ter wereld. Er volgde in 2018 een beursgang.

## Vermogen
Jun stond in 2018 op de 118e plaats in de lijst van multimiljardairs van het tijdschrift Forbes. Zijn vermogen werd toentertijd geschat op ruim 11 miljard Amerikaanse dollar.